# 2,4-二甲基戊烷
2,4-二甲基戊烷（英語：2,4-Dimethylpentane）化学式((CH3)2CH)2CH2，是庚烷的11种同分异构体之一，可由异丁烷和丙烯制备，由于其分支结构而辛烷值高，添加入燃料能减少发动机爆震。

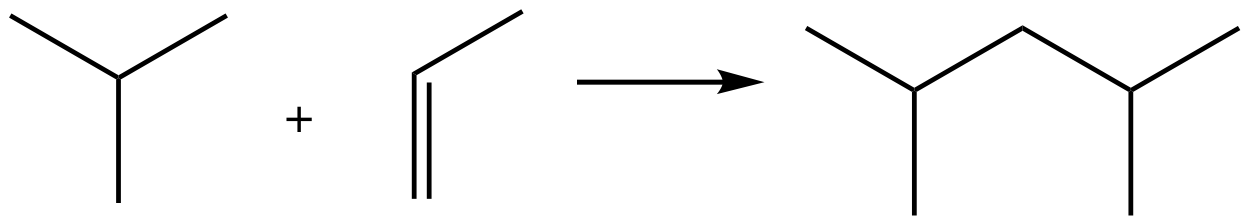
由异丁烷和丙烯合成2,4-二甲基戊烷